# Кукарська
Кука́рська (рос. Кукарская) — присілок у складі Мокроусовського округу Курганської області, Росія.
Населення — 81 особа (2010, 88 у 2002).
Національний склад станом на 2002 рік:
- росіяни — 97 %